# Корита (Велюнський повіт)
Корита (пол. Koryta) — село в Польщі, у гміні Біла Велюнського повіту Лодзинського воєводства.